# Bep Leentvaar
Gijsbert (Bep) Leentvaar (Rotterdam, 4 februari 1921 – 12 februari 2001) was een Nederlands voetballer.

## Biografie
Bep Leentvaar was de zoon van Jan Andries Leentvaar en Adriana van Doorn. Hij trouwde op 21 juli 1949 met Hermina (Miep) Blom.
Hij speelde van 1947 tot 1950 bij AFC Ajax als doelman. Was de opvolger van Gerrit Keizer. Van zijn debuut in het kampioenschap op 21 mei 1947 tegen 't Gooi tot zijn laatste wedstrijd op 7 mei 1950 tegen Heerenveen speelde Leentvaar in totaal 27 wedstrijden in het eerste elftal van Ajax.
Hij werkte 43 jaar voor Heineken.

## Statistieken
| Club  | Seizoen | Competitie | Competitie | Beker | Beker | Totaal | Totaal |
| Club  | Seizoen | Wed.       | Dlp.       | Wed.  | Dlp.  | Wed.   | Dlp.   |
| ----- | ------- | ---------- | ---------- | ----- | ----- | ------ | ------ |
| Ajax  | 1946/47 | 1          | 0          | -     | -     | 1      | 0      |
| Ajax  | 1947/48 | 7          | 0          | -     | -     | 7      | 0      |
| Ajax  | 1948/49 | 16         | 0          | ?     | ?     | 16     | 0      |
| Ajax  | 1949/50 | 3          | 0          | -     | -     | 3      | 0      |
| Total | Total   | 27         | 0          | ?     | ?     | 27     | 0      |